# Йозеф Франц

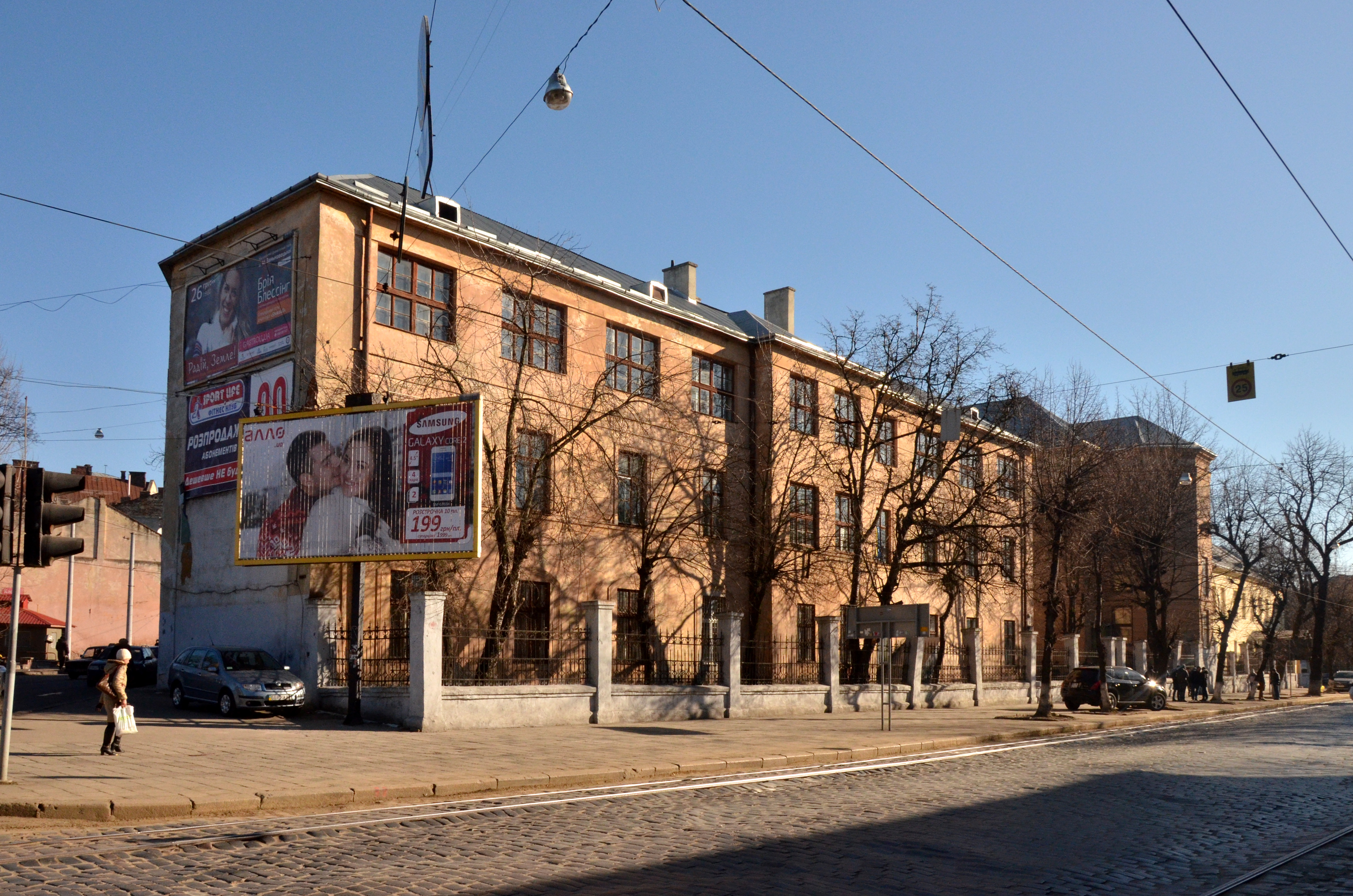
Колишній монастир на вул. Бандери 32-32а у Львові

Йозеф Франц (Jozef Franz, 1811—1871) — львівський будівничий, підприємець.
У 1849—1851 роках займався відбудовою львівської ратуші за проектом Йогана Зальцмана. Спільно з Вільгельмом Шмідом і Вінцентом Равським-старшим. 1853 року на замовлення сестер шариток створив проект надбудови поверху монастиря на вулиці Кривоноса. Плани реалізовано до 1854 року лише частково. Протягом 1860—1862 років за проектом Франца збудовано корпус і каплицю монастирського комплексу св. Терези на нинішній вулиці Бандери, 32. Корпус поєднував дві старші будівлі. Вбудована до нього по центру каплиця виступала назовні гранчастою абсидою. Скупе оздоблення будівель стилістично відноситься до неоренесансу.
1856 року Йозеф Франц заснував у Львові фабрику гіпсу, яка продукувала кам'яні та гіпсові скульптурні вироби, призначені для будівництва. Обіймала терени між вулицями Коновальця і Чупринки. На цій території містились майстерні і копальні. Підприємство також експлуатувало каменоломню на Кульпаркові. По його смерті підприємством керувала дружина Юзефа з Мотилевських, а також сини Ян, Антоній і врешті син останнього — Антоній Марія Франц. Після Першої світової війни частину заводських територій перетворено на парк «Піскові озера». Перед 1939 роком, фабрика, під керівництвом Антонія Марії Франца була у стані банкрутства.